# Pablo Zárate Willca
Pablo Zárate Willka (Milla Milla;La Paz 1850 - Departamento de Oruro, Bolivia; 1905), más conocido como Zárate Willka o también llamado "el temible Willka", fue un líder y caudillo indígena de Bolivia que se formó como militar en el Ejército boliviano, y llegó a alcanzar el rango de coronel. Fue líder del levantamiento indígena contra el gobierno conservador.

## Biografía
Originario del ayllu Collanfeo, nació en la estancia Imilla-Imilla (actualmente conocido como la localidad de Milla Milla) del cantón Aroma en la provincia de Sica Sica, departamento de La Paz. Estuvo casado con Dorotea Mamani con quien tuvo cuatro hijos.; fue un prestigioso comunero, y reputado de ser un hombre inteligente y severo. Aprendió el castellano y también aprendió a leer y a escribir, para luego llegar a ser una persona de esmerada cultura para la época.

### Carrera militar
El 28 de diciembre de 1870, cuando Mariano Melgarejo es nombrado en ese entonces sargento mayor del Ejército, se entrevistó con él; este encuentro influyó mucho en Pablo Wilka y en el entonces soldado José Manuel Pando.
Para la guerra federal en 1898, Pando hizo esta promesa formal al cacique Willka, jefe de los aymaras:

Willka -le dijo- te doy el grado de Coronel; levanta al indio; destruye al blanco del Sud, (al blanco alonsista). Cuando derrotemos al Ejército Constitucional, yo seré Presidente y tu serás el Segundo Presidente de Bolivia. Y devolveremos la tierra al indio; la tierra que le ha arrebatado el Gral. Melgarejo.

En consecuencia, al ingresar a la guerra, el líder comunero exige: La liberación de los colonos; la participación de los quechuas y de los aymaras en el gobierno, y la restitución de las tierras comunales que les fueron usurpadas.
Pablo Wilka recibe la propuesta de José Manuel Pando mediante la esposa de éste, Carmen Guarachi Sinchi Roca, oriunda de Sica Sica y enlace de los liberales con el creciente movimiento comunero aymara. Esta intermediaria hace la ofrenda de coca a la Pachamama y convence a Omasuyos, Pacajes, Sica Sica e Inquisivi para iniciar el hostigamiento a los Conservadores.
El temible Willka, entonces, organiza y dirige un ejército de aymaras, que fue un conjunto de pequeñas unidades con poderosas masas humanas. Willka usó una incesante lucha de guerra de guerrillas dirigida por Mallkus que ganaron mucha experiencia en el enfrentamiento contra las tropas conservadoras. Las fuerzas originarias, armadas de palos, q'urawas, piedras, sables, machetes y varios con armas de fuego, marchan enfrentando a los bien armados opresores que pusieron nombre al río Chunchullmayo (río de tripas) de Huayllas por los restos de los descuartizados combatientes, al día siguiente llega Willka a la cabeza de dos mil kataris y se enfrenta en Vila Vila a los cañones sucrenses. Con la táctica de no huir, sino de correr hacia el enemigo dejando atrás las explosiones, logró Willka de esta forma un brillante avance militar.
La ventaja que poseían era el número, que complementaba su falta de armas pesadas, granadas de mano, etc.

### La proclama de Caracollo

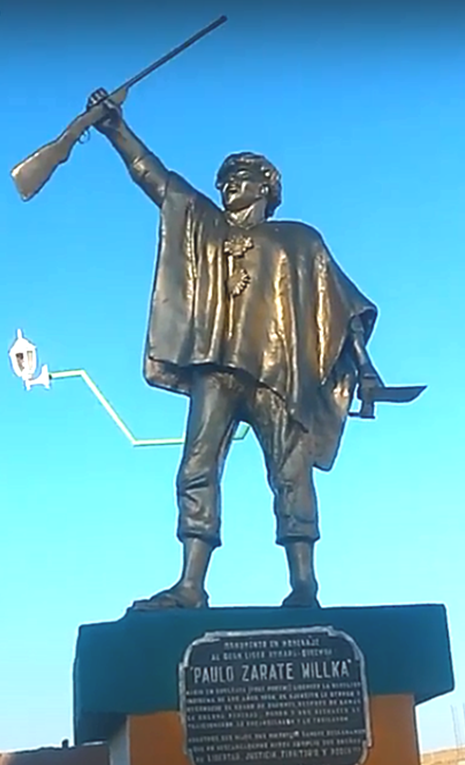
Monumento a Pablo Zarate Willka en la comunidad orureña de Quelcata perteneciente al municipio de Eucaliptus.

El manifiesto de Willka, conocido como "La proclama de Caracollo", plantea:
1.- "... deseamos hallar la regeneración de...Bolivia."
2.- "los indígenas, los blancos nos levantaremos a defender nuestra República de Bolivia...que quiere apoderarse... vendiéndonos a los chilenos"
3.- "...deben respetar los blancos o vecinos a los indígenas, porque somos de una misma sangre e hijos de Bolivia, deben quererse como hermanos con los indianos... hago prevención a los blancos... para que guarden el respeto con los indígenas..."
Esta propuesta aymara fruto de un profundo y genuino nacionalismo que buscaba una patria basada en la tolerancia y la equidad, no se detuvo sino hasta lograr la victoria final en Paria el 10 de abril de 1899.
Willka impulsa la fundación en Peñas del Gobierno Comunal (federado) que nombra al Jatunruna Juan Lero como presidente. El levantamiento aymara tenía por objetivo, por lo menos así se conoce en el "primer gobierno" (en la república) indígena de Peñas, lo siguiente: 
- la constitución de un gobierno indígena
- la restitución de tierras a sus dueños originarios
- la guerra contra las corruptas minorías dominantes.

Esta medida fue tomada como amenazante a la independencia nacional e integridad nacional, ya que se planteaba como una administración autónoma a Bolivia, este sería uno de los motivos por el cual fue encarcelado.
Posteriormente entra a Oruro con 50.000 aymaras a los que encabeza demandando la devolución de tierras. Allí, es homenajeado, protegido y custodiado por el ejército federal que le corta posteriormente toda forma de comunicación con las provincias.

### Apresamiento y muerte
Luego Willka junta a noventa líderes comunales, pero los federales evalúan la situación y ven a Willka como una amenaza a la estabilidad nacional con tantas revueltas, por tanto, todos los líderes (incluido Willka) son apresados, interrogados y torturados. Después fue mandado a prisión bajo cargos de sedición de los que al final fue absuelto. Permaneció cuatro años en la cárcel de Oruro de donde salió por el amotinamiento del 10 de mayo de 1903, a partir de ahí vivió en la clandestinidad.  
Murió ejecutado en la hondonada de Chu'llunk'iri,Departamento de Oruro en 1905 por cargos que se le imputaban, como amenaza a la estabilidad nacional, a la unidad boliviana, y otros.